# مقایسه (ذهن)
مقایسه  یا همسنجی
مقایسه (به انگلیسی: Comparison)
مقایسه (به فرانسوی: Comparaison)
مقایسه (به لاتین: Comparatio)
مقایسه (به عربی: مقارنت‏)

Micro Piezo Comparison

مقایسه یک عمل ذهنی است که توسط شیء (نظریه رسته‌ها) رابطی موضوعی را به موضوع دیگری ربط، می‌دهد تا ذهن از ابهام و اختلافی که بین آن دو موضوع وجود دارد، خلاص شود.
ربط دادن موضوعات شامل دو یا چند موضوع می‌شود.
اتین بونو دو کندیاک و پیروان او لفظ مقایسه را به معنی آگاهی از دو موضوع در زمان واحد،، به کار برده‌اند.
کندیاک می گوید: ما می‌توانیم از دو موضع در زمان واحد، آگاه شویم: زیرا در چنین حالتی ما به جای یک احساس از دو احساس آگاهی داریم.
بنا بر این مقایسه، چیزی جز ادراک مرکب نیست.

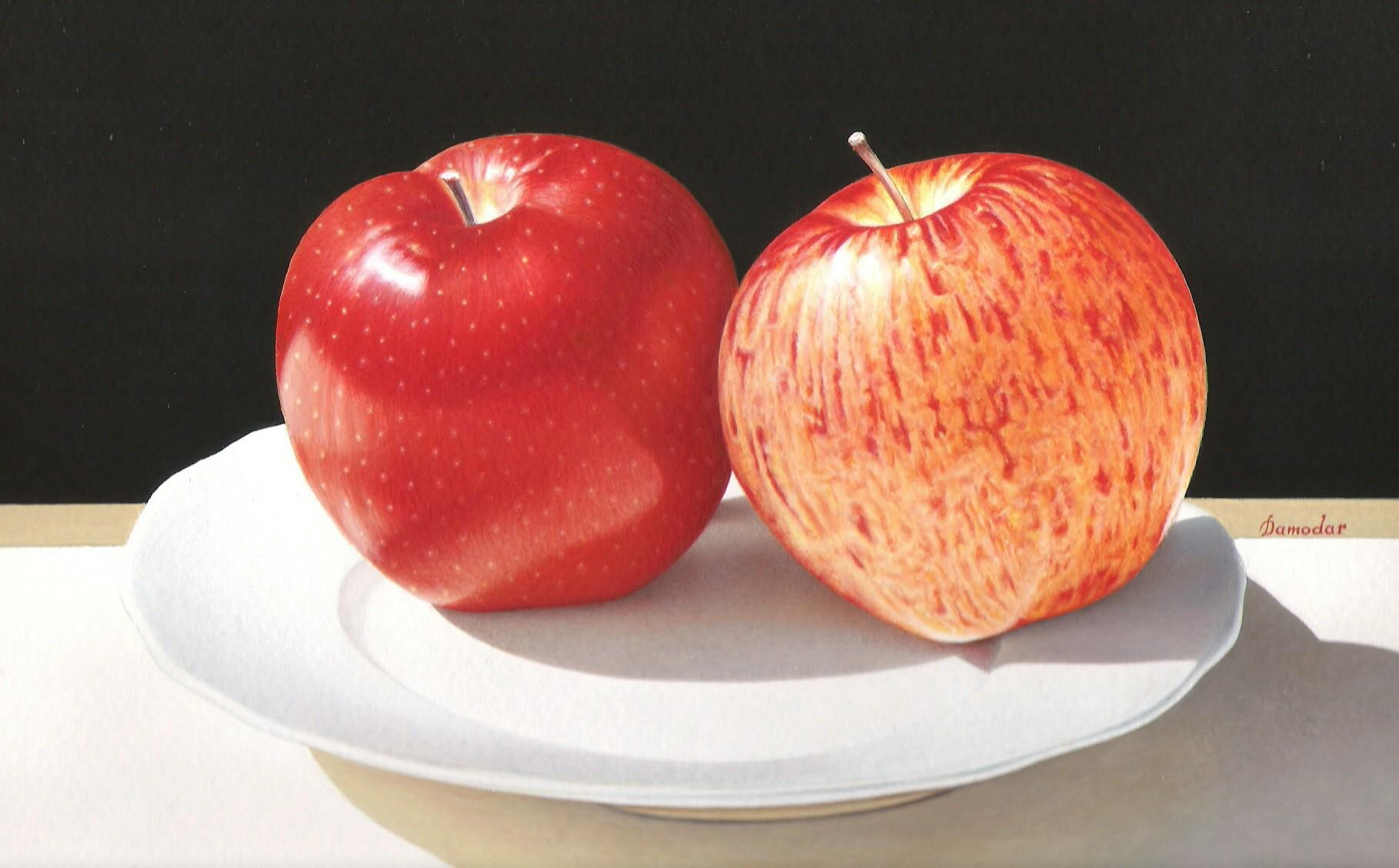
در صورت مقایسه این دو سیب، نقاط تشابه و اختلاف آن‌ها، در معرض مقایسه قرار می‌گیرند.

## علوم رایانه
- مقایسه داده‌ها